# Cordulegaster princeps
Cordulegaster princeps är en trollsländeart som beskrevs av Morton 1916. Cordulegaster princeps ingår i släktet Cordulegaster och familjen kungstrollsländor. IUCN kategoriserar arten globalt som nära hotad. Inga underarter finns listade i Catalogue of Life.